# کاسکین مکزیکی
کاسکین مکزیکی یا کاسکین بال‌زرد (نام علمی: Cassiculus melanicterus) گونه‌ای از کاسکین‌ها از تیرهٔ سیاهپرگان (Icteridae) است. این تنها گونه در سواحل غربی مکزیک و شمالی‌ترین لبه گواتمالا یافت می‌شود. در سردهٔ خود تک‌نماد است.
زیستگاه طبیعی آن جنگل‌های خشک نیمه‌گرمسیری یا استوایی و جنگل‌های پیشین به شدت دگرگونه‌شده است.